# Basilius
Basilius ist ein lateinischer männlicher Vorname.

## Bedeutung und Verbreitung
Es handelt sich dabei um eine Latinisierung des griechischen Namens Basileios (Βασίλειος) mit der Bedeutung „der Königliche“. In Deutschland ist der Vorname Basilius seit dem 12. Jahrhundert belegt. Heutzutage wird im deutschsprachigen Raum hauptsächlich die Kurzform Basil verwendet.

## Varianten
Die englische Form dieses Namens lautet Basil, die französische Basile, die italienische und spanische Basilio, die neugriechische Vasilios und die russische Wassili. Im rätoromanischen Sprachgebiet gibt es die Variante Baseli. Die ukrainische Form dieses Namens lautet Vasyl.

## Namenstag
2. Januar, Gedenktag Basilius des Großen

## Bekannte Namensträger

### Einname, Vorname
Antike und Mittelalter
(chronologisch)
- Basilius der Große (4. Jh.), Kirchenlehrer
- Basilius von Ancyra (4. Jh.), Theologe
- Caecina Decius Basilius, römischer Politiker, Konsul 463 n. Chr.
- Basilius (Bagaudenführer) (5. Jh.), spätrömischer Rebell in Hispanien
- Basilius von Seleucia in Isaurien († nach 468), Metropolit und Biograph der hl. Thekla von Iconium
- Basileios I. der Makedonier (um 812–886), byzantinischer Kaiser
- Basileios (Jerusalem), Patriarch von Jerusalem (um 821 bis um 839)
- Basileios Chalkocheir („Kupferhand“; † um 932), byzantinischer Usurpator gegen Kaiser Romanos I.
- Basileios Peteinos († nach März 961), byzantinischer Aristokrat und Verschwörer gegen Kaiser Romanos II.
- Basileios I. Skamandrenos (reg. 970–973), Ökumenischer Patriarch von Konstantinopel
- Basileios II. (958–1025), Kaiser des Byzantinischen Reiches
- Basileios Skleros (* um 980; † nach 1033), byzantinischer Patrikios und Rebell gegen Kaiser Konstantin VIII.
- Basileios II. Kamateros, Patriarch von Konstantinopel (1183–1186)
- Basileios Chotzas († nach 1205), byzantinischer Rebell gegen Kaiser Isaak II.
- Basileios Komnenos († 1340), Kaiser und Großkomnene von Trapezunt
- Basileios oder Basilius, Taufname des Kardinals Bessarion (um 1403–1472), byzantinischer Theologe und Humanist
- Basilius der Selige (1468–1552), russischer Heiliger

Neuzeit
(alphabetisch)
- Basilius Amerbach (1533–1591), Jurist und Kunstsammler aus Basel
- Basilius Axt (1486–1558), deutscher Mediziner
- Basilius Balthasar (1709–1776), Schweizer Benediktiner, von 1734 bis 1737  Bibliothekar des Klosters St. Gallen
- Basilius Besler (auch Basil Besler; 1561–1629), deutscher Apotheker, Botaniker und Verleger
- Basilius Ebel (1896–1968), deutscher Benediktiner und Abt der Abteien St. Matthias und Maria Laach
- Basilius Faber (* um 1520; † um 1576), deutscher Pädagoge
- Basilius Hidber (1817–1901), Schweizer Historiker
- Basilius Meggle (1754–1830), deutscher Benediktiner, Philosoph, Priester und Dichter
- Basilius Monner (auch: Basilius Vimariensis, Regulus Selinus; um 1500–1566), deutscher Rechtswissenschaftler
- Basilius Niederberger (1893–1977), Schweizer Benediktiner und Abt des Klosters Mariastein
- Basilius Oberholzer (1821–1895), Schweizer Benediktiner, von 1875 bis 1895 Abt der Benediktinerabtei Einsiedeln
- Basilius Petritz (1647–1715), von 1694 bis 1713 Kreuzkantor in Dresden
- Basilius von Ramdohr (1757–1822), Jurist, Journalist, Schriftsteller und Diplomat
- Basilius Sattler (1549–1624),n deutscher lutherischer Theologe, Generalsuperintendent und Oberhofprediger
- Basilius Sinner (1745–1827), deutscher Benediktiner, Erfinder eines optischen Telegrafen
- Basilius Steidle (1903–1982), deutscher Benediktiner, Hochschullehrer und Patrologe
- Basilius Christian Bernhard Wiedeburg (1722–1758), deutscher Mathematiker und Astronom

### Familienname
- Daniel Basilius (1585–1628), slowakischer Polyhistor
- István Basilius (1525–1581), siebenbürgischer Unitarier